# Инкана
Инкана (лат. Incana incana) — вид птиц из семейства цистиколовые. Единственный вид одноимённого рода Incana.

## Распространение
Эндемик острова Сокотра. Естественной средой обитания для этих птиц являются сухие кустарниковые степи и высокогорные кустарниковые степи.

## Описание
Длина тела 12—13 см. Масса 9—12 г. Хвост относительно длинный, с 12 рулевыми перьями. У самцов серовато-белые лицо и шея.

## Биология
Основу рациона составляют насекомые. Гнездо представляет из себя аккуратный шарик с боковым входом.
МСОП присвоил виду охранный статус LC. Угрозой для него считают возможную утрату мест обитания.